# Kathleen Adebola Okikiolu
Kathleen Adebola Okikiolu (sinh năm 1965) là một nhà toán học người Anh. Bà được biết đến với công việc của mình với các nhà khai thác khác biệt hình elip cũng như công việc của cô với trẻ em nội thành.

## Giáo dục và giáo dục sớm
Okikiolu sinh năm 1965 tại Anh. Cha bà là George Olatokunbo Okikiolu, một nhà toán học nổi tiếng người Nigeria và là nhà toán học da đen được công bố nhiều nhất trong hồ sơ. Mẹ của bà là một giáo viên toán học trung học. Okikiolu nhận bằng cử nhân toán học tại Đại học Cambridge năm 1987. Năm 1991, bà đã nhận được bằng tiến sĩ. trong toán học của Đại học California tại Los Angeles, cho luận án của cô Sự tương tự của Định lý giới hạn Szego mạnh về Torus và 3-Sphere.

## Nghề nghiệp
Okikiolu là một giảng viên và sau đó là trợ lý giáo sư tại Đại học Princeton từ năm 1993 đến năm 1995. Sau đó, bà làm trợ lý giáo sư thỉnh giảng tại Viện Công nghệ Massachusetts và gia nhập khoa tại Đại học California tại San Diego vào năm 1995. Năm 2011, bà gia nhập Khoa Toán tại Đại học Johns Hopkins.
Bà là một diễn giả được mời trong cuộc họp năm 1996 của Hiệp hội Phụ nữ về Toán học. Bà cũng đã giảng bài Claytor-Woodard tại cuộc họp N.A.M. năm 2002, một tổ chức dành cho các nhà toán học người Mỹ gốc Phi.

## Danh hiệu va giải thưởng
Năm 1997, Okikiolu trở thành người nhận màu đen đầu tiên của Học bổng nghiên cứu Sloan. Năm 1997, bà cũng đã được trao Giải thưởng Sự nghiệp sớm của Tổng thống cho các nhà khoa học và kỹ sư cho cả nghiên cứu toán học và phát triển chương trình giảng dạy toán học cho trẻ em học nội thành. Giải thưởng này được trao cho chỉ 60 nhà khoa học và kỹ sư mỗi năm và có giải thưởng trị giá 500.000 đô la.